# برج عبد الله
برج عبد الله (بالكردية: Birca ‘Evdêl أو Bircê‏) أو برج عبدالو هي قرية سوريّة تتبع إداريّاً لمحافظة حلب منطقة عفرين ناحية مركز عفرين. بلغ تعداد سكانها 1,224 نسمة حسب التعداد السكاني لعام 2004، و1,962 نسمة حسب قيود السجل المدني لنهاية عام 2005. سكانها من الكرد، وقسم منهم من أتباع الديانة الإيزيدية.

## التسمية
اشتق اسم القرية من برج أثري وسط القرية واسم ساكنها الأول عفدال، وهو النطق الكردي لاسم عبد الله حسب الدكتور محمد.